# Florència-Pistoia
La Florència-Pistoia (en italià:Firenze-Pistoia) fou una cursa ciclista que es disputà sota la modalitat de contrarellotge individual entre les ciutats italianes de Florència i Pistoia, a la Toscana. Formà part del calendari UCI Europe Tour, amb una categoria 1.1. El 2008 es disputà per darrera vegada.

## Història
La cursa es disputà per primera vegada el 1870, amb una victòria de l'estatunidenc Rynner van Heste que trigà 2h 12' a recórrer els 33 km de la cursa. Superà en tres minuts el francès Auguste Charels i en quatre al també francès Alexandre de Sariette. Del record d'aquesta antiga cursa el 1985 es recuperà la cursa, tot i que alguns anys no s'ha disputat per diferents problemes. Tony Rominger, amb quatre victòries, és el ciclista amb més triomfs a la cursa.

## Palmarès
| Any                | Vencedor             | Segon                | Tercer                |
| ------------------ | -------------------- | -------------------- | --------------------- |
| 1870               | Rynner van Heste     | Auguste Charels      | Alexandre de Sariette |
| 1985               | Rolf Gölz            | Gregor Braun         | Charly Mottet         |
| 1986               | Lech Piasecki        | Charly Mottet        | Rolf Gölz             |
| 1987               | Helmut Wechselberger | Lech Piasecki        | Gianni Bugno          |
| 1988               | Tony Rominger        | Rolf Gölz            | Lech Piasecki         |
| 1989               | Tony Rominger        | Erik Breukink        | Maurizio Fondriest    |
| 1990               | Lech Piasecki        | Daniel Steiger       | Mario Kummer          |
| 1991               | Tony Rominger        | Andrea Chiurato      | Franco Ballerini      |
| 1992               | Tony Rominger        | Claudio Chiappucci   | Sean Yates            |
| 1993               | Maurizio Fondriest   | Chris Boardman       | Laurent Bezault       |
| 1994               | Francesco Casagrande | Luca Scinto          | Maurizio Fondriest    |
| 1995               | Francesco Casagrande | Gianni Faresin       | Stefano Giraldi       |
| 1996               | Marco Fincato        | Fabio Roscioli       | Massimo Podenzana     |
| 1997. No disputada |                      |                      |                       |
| 1998               | Marco Velo           | Ruslan Ivanov        | Luca Scinto           |
| 1999               | Marco Velo           | Gianmario Ortenzi    | Chann McRae           |
| 2000. No disputada |                      |                      |                       |
| 2001               | Nathan O'Neill       | Andrea Tafi          | Slawomir Kohut        |
| 2002               | Fabrizio Guidi       | Francesco Casagrande | Evgueni Petrov        |
| 2003               | Andrea Peron         | Filippo Simeoni      | Dario David Cioni     |
| 2004               | Sergei Matveev       | Michael Rogers       | Ondřej Sosenka        |
| 2005               | Sergei Matveev       | Andrí Hrivko         | Giovanni Visconti     |
| 2006. No disputada |                      |                      |                       |
| 2007               | Boris Shpilevsky     | Dario David Cioni    | Giovanni Visconti     |
| 2008               | Andrí Hrivko         | Marco Pinotti        | Dario David Cioni     |